# Gummifederachse
Die Gummifederachse ist eine einfache Art der Radaufhängung. Sie findet sich an Anhängern und besteht aus zwei ineinander steckenden Vierkantrohren. Das äußere Rohr ist fest mit dem Rahmen des Anhängers verbunden. Das kleinere, innere Vierkantrohr ist gegenüber dem äußeren Achsrohr um 45 Grad gedreht. Zwischen den beiden Rohren sind vier Gummischnüre eingepresst. Am Innenrohr ist eine Schwinge abgebracht, die das Rad und die Bremse trägt. Beim Einfedern werden die Gummischnüre verformt und federn zurück. Wegen ihrer hohen inneren Reibung übernehmen sie in gewissem Umfang auch die Dämpfung.
Bei einer Variante wird statt des Vierkantinnenrohrs ein im Wesentlichen dreieckiges Innenrohr verwendet, das in ein sechskantiges Außenrohr eingeführt ist und in drei Gummielementen gelagert ist. Dies gestattet größere Federwege, führt jedoch zu einer geringeren Treue von Spur und Sturz.
Eine so aufgebaute Gummifederachse (mit Vierkantrohr oder Sechskantrohr) federt progressiv, das heißt je mehr Belastung auf die Achse einwirkt, desto härter wird die Federung. Diese Eigenschaft ist dem Fahrverhalten zuträglich. Fahrzeuge mit einem geringen Eigengewicht und hoher zulässiger Zuladung neigen unbeladen im Fahrbetrieb zum „springen/hüpfen“.